# Volvo P1/Mazda BK/Ford Global C-car Platform

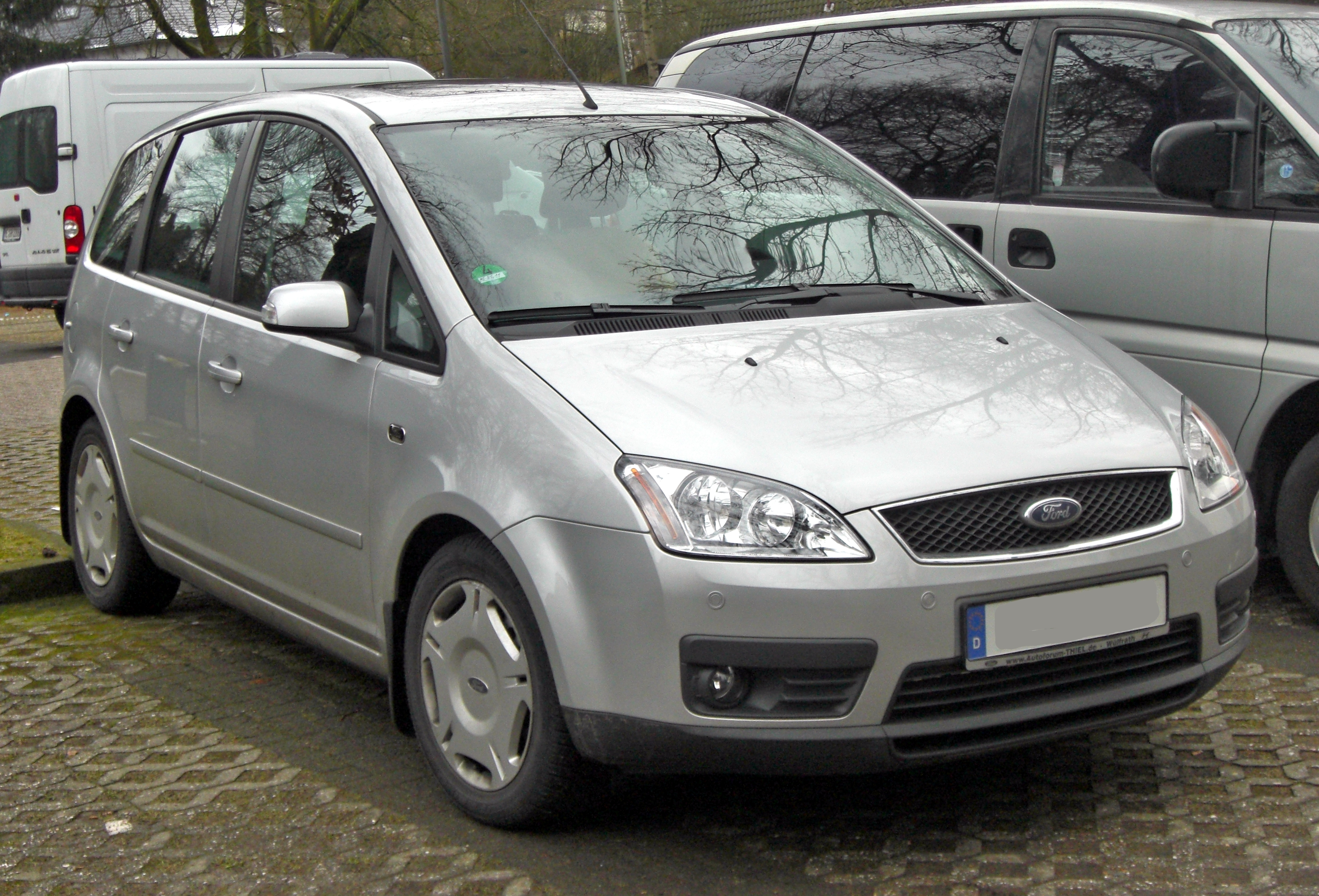
Ford Focus C-Max, el primer coche europeo sobre esta plataforma

El Volvo P1/Mazda BK/Ford Global C-car Platform es la plataforma mundial de automóviles compactos de Ford. Reemplaza la plataforma Ford C170 y la plataforma Mazda B (BJ). La plataforma C1 debutó con el monovolumen compacto Ford Focus C-Max europeo a principios de 2004. La plataforma está diseñada para tracción delantera o en las cuatro ruedas .
Primero llamada plataforma C1, fue diseñada en el centro de desarrollo europeo de Ford en Colonia, Alemania, como el "Programa de Tecnologías C". Se decía que era uno de los programas de plataforma más grandes de la historia en ese momento. El Ford Focus, Volvo S40 y V50 y Mazda3 (BK y BL) comparten alrededor del 60% de sus partes y componentes. Treinta ingenieros de Ford, Mazda y Volvo trabajaron en Colonia durante dos años para combinar la ingeniería de autos compactos para los tres fabricantes de automóviles bajo la dirección del director de Tecnologías C de Ford, Derrick Kuzak, vicepresidente de desarrollo de productos de Ford Europa. Esta plataforma se suspendió para Europa en 2019 debido a la segunda generación de Kuga (el Escape de tercera generación en el mercado norteamericano) y la segunda generación de C-Max. 
La plataforma se ha ampliado creando el EUCD para su uso en futuros vehículos Volvo .[cita requerida]
Entre todos los autos, el piso es diferente, pero los bastidores auxiliares delantero y trasero, la suspensión, la dirección, los frenos, la seguridad y algunos componentes eléctricos son comunes.[cita requerida]
Los vehículos que utilizan esta primera iteración de la plataforma incluyen:
- 2003–2008 Mazda Axela /Mazda 3 (BK) (Nota: la producción continuó en China hasta 2013)
- 2003-2010 Ford Focus C-Max (primera generación) (C214), primer vehículo europeo en esta plataforma
- 2004-2010 Ford Focus europeo (segunda generación) (C307), (Nota: el Ford Focus norteamericano continuó en la plataforma C170 hasta 2011)
- 2004-2012 Volvo S40 II (P11)
- 2004-2012 Volvo V50 (P12)
- 2005–2010 Mazda Premacy /Mazda 5 (CR) (y Ford i-Max relacionado)
- 2006-2013 Volvo C70 II (P15)
- 2007-2013 Volvo C30 (P14)
- 2008-2012 Ford Kuga (C394)
- 2008-2013 Mazda Biante
- 2006-2012 Mazda CX-7

## Segunda generación
La plataforma C1 ha sido reemplazada por la plataforma C global (o C-car) y combina tres plataformas anteriores como parte del impulso de eficiencia "One Ford" de Ford.
Vehículos con plataforma global C de Ford:
- 2009-2019 Ford C-Max (segunda generación) (C344) y Grand C-Max[4]
- 2010-2018 Ford Focus (tercera generación)[5] (C346)
- 2013–2019 Ford Escape / Ford Kuga (C520)[5]
- 2015-2019 Lincoln MKC
- 2013-presente Ford Transit Connect[6]
- 2015-presente Ford Escort (China)

Vehículos parcialmente basados en la plataforma global C:
- 2009-2013 Mazda Axela /Mazda3 (J68/BL)
- 2010-2018 Mazda Premacy /Mazda5 (CW)
- 2013–2019 Volvo V40 II[7] /V40 Cross Country (Y555/Y556)